# Zelfbestuurder
Zelfbestuurder was in het staatsrecht van Nederlands-Indië de aanduiding voor de vier Javaanse vorsten die, onder streng toezicht van een Nederlandse gouverneur, regeerden over een keizerrijk, koninkrijk of prinsdom op Java. 
- De soesoehoenan van Soerakarta
- De sultan van Jogjakarta
- De mangkoenegara van de Mangkoenegaran
- De vorst van Pakoealaman

Aan hun bewind kwam in 1945 een einde.